# Dipsastraea veroni
Dipsastraea veroni is een rifkoralensoort uit de familie Merulinidae. De wetenschappelijke naam van de soort is, als Favia veroni, voor het eerst geldig gepubliceerd in 1984 door H. Moll & M.B. Best. De soort werd vernoemd naar koraalspecialist John Edward Norwood Veron.